# Angélica Aragón
Angélica Aragón, pseudonimo di Angélica Espinoza Stransky (Città del Messico, 11 luglio 1953), è un'attrice messicana.

## Biografia
Figlia del compositore  José Ángel Espinosa, i suoi studi l'hanno portata prima a frequentare la Sierra Nevada School e poi, in giro per il mondo, a essere ammessa presso la London Academy of Music and Dramatic Arts (LAMDA), e a seguire i corsi della The National Dance Academy and the Kerala Kelandam Dance School in India.

## Filmografia

### Cinema
- Dune, regia di David Lynch (1984)
- Samson and Delilah, regia di Lee Philips (1984)
- Il profumo del mosto selvatico (A Walk in the Clouds), regia di Alfonso Arau (1995)
- Ho solo fatto a pezzi mia moglie (Picking Up the Pieces) (2000)
- Il crimine di Padre Amaro (El crimen del padre Amaro) (2002)
- Zapata: El sueño de un héroe (2004)
- La mujer de mi hermano (2005)
- Bella (2006)

### Telenovelas
- El amor tiene cara de mujer (1971)
- Sandra y Paulina (1980)
- El hogar que yo robé (1981)
- Vanessa (1982)
- Marcellina (Chispita) (1982-1983)
- Natalie (La fiera) (1983-1984)
- Principessa (1984)
- La mia vita per te (Vivir un poco) (1985-1986)
- La casa al final de la calle (1989)
- Días sin luna (1990)
- Anima persa; altro titoloː Natalia (En carne propia) (1990-1991)
- De frente al sol (1992)
- Más allá del puente (1993-1994)
- Agujetas de color de rosa (1994-1995)
- Amanti (Cañaveral de pasiones) – serial TV, 96 episodi (1996)
- Mirada de mujer (1997-1998)
- La chacala (1998)
- Marea brava (1999)
- Todo por amor (2000-2001)
- Por ti (2002)
- Mirada de mujer: El regreso (2003-2004)
- A corazón abierto (2011)

## Doppiatrici italiane
Nelle versioni in italiano delle opere in cui ha recitato, Angélica Aragón è stata doppiata da:
- Nicoletta Diulgheroff in Marcellina, Amanti
- Ada Maria Serra Zanetti in Il profumo del mosto selvatico
- Lorenza Biella in Bella
- Stefania Romagnoli in Il crimine di padre Amaro

Da doppiatrice è sostituita da:
- Patrizia Giangrand ne I Casagrande - Il film